# 2024年パリパラリンピック
2024年パリパラリンピック（2024ねんパリパラリンピック、英: Paris 2024 Paralympic Games）は、2024年8月28日から9月8日までの12日間、フランスのパリで開催された夏季パラリンピック。パリパラリンピック、パリ2024（Paris 2024）と呼称される。
フランスでパラリンピックが開催されるのは1992年アルベールビルパラリンピック冬季大会以来だが、夏季大会は初である。
前回の2020年東京パラリンピックは全競技会場で無観客開催だったが、今大会は2016年リオデジャネイロパラリンピック以来8年ぶりに全競技会場で有観客開催となった。

## 実施競技
2024年大会は前回同様22競技でおこなう。一部ではパラダンススポーツやゴルフ、空手、電動車椅子サッカーも検討されていたが却下。
| - アーチェリー（競技別詳細） - 陸上競技（競技別詳細） - ボッチャ（競技別詳細） - 自転車競技（パラサイクリング、競技別詳細） - ロード - トラック - 馬術（競技別詳細） - ブラインドフットボール（競技別詳細） - ゴールボール（競技別詳細） - 柔道（競技別詳細） - カヌー（スプリント）（パラカヌー、競技別詳細） - トライアスロン（パラトライアスロン、競技別詳細） | - パワーリフティング（競技別詳細） - パラローイング（競技別詳細） - 射撃（競技別詳細） - 水泳（競技別詳細） - 卓球（パラ卓球、競技別詳細） - シッティングバレーボール（競技別詳細） - 車いすバスケットボール（競技別詳細） - 車いすフェンシング（競技別詳細） - 車いすラグビー （競技別詳細） - 車いすテニス （競技別詳細） - バドミントン（パラバドミントン、競技別詳細） - テコンドー（パラテコンドー、競技別詳細） |

## 参加国・地域
2023年9月にバーレーンのIPCの総会で、ロシア軍のウクライナ侵攻を理由に資格停止中のロシアと同盟のベラルーシについては個人資格で出場を認めることが決定された（2024年パリパラリンピックの中立パラリンピック選手）。

## エンブレム
大会エンブレムは2019年10月21日にグラン・レックスで発表され、五輪・パラリンピック同一エンブレムを採用。エンブレムは金メダル、オリンピック聖火、およびフランスの象徴であるマリアンヌの3つのシンボルを融合されたと言う。

## 競技会場
パリ・サントル
- エッフェル塔スタジアム（シャン・ド・マルス公園、12,860人収容）：ブラインドフットボール
- シャン・ド・マルス・アリーナ（グラン・パレ・エフェメール、8,356人収容）：柔道、車いすラグビー
- グラン・パレ（6,500人収容）：車いすフェンシング、テコンドー
- アンヴァリッド（8,000人収容）：アーチェリー、陸上競技（マラソン）
- アレクサンドル3世橋（1,000人収容）：トライアスロン

パリ・ウエスト
- スタッド・ローラン・ギャロス（コート・フィリップ・シャトリエは14,962人収容）：車いすテニス
- パリ南アリーナ（ポルト・ド・ヴェルサイユ見本市会場）
  - アリーナ1（9,000人収容）：ボッチャ
  - アリーナ4（6,650人収容）：卓球
  - アリーナ6（7,300〜7,800人収容）：ゴールボール

アリーナ
- ベルシー・アレナ（15,000人収容）：車いすバスケットボール
- ポルト・ド・ラ・シャペル・アリーナ（7,000人収容）：バドミントン、パワーリフティング
- パリ・ラ・デファンス・アレナ（17,000人収容）：水泳

セーヌ＝サン＝ドニ
- スタッド・ド・フランス（77,083人収容）：陸上競技（トラック、フィールド）
- クリシー＝ス＝ボワ：自転車競技（ロード）
- パリ北アリーナ（パリ・ノール・ヴィルパント見本市会場）：シッティングバレーボール

イル＝ド＝フランス（セーヌ＝サン＝ドニ外）
- サン＝カンタン＝アン＝イヴリーヌ・ベロドローム（5,000人収容）：自転車競技（トラック）
- ヴェルサイユ宮殿（40,000人収容）：馬術
- ヴェール・シュル・マルヌ・ナティカル・スタジアム（14,000人収容）：カヌー、ボート

イル＝ド＝フランス外
- フランス国立射撃場（シャトールー）：射撃

## ハイライト

### 開会式
開会式は五輪同様トマ・ジョリー総監督の下、8月28日にコンコルド広場を中心としたシャンゼリゼ通りで開催された。

### 閉会式
閉会式は9月8日にフランス競技場で開催された。パラ五輪旗がパリ市長イダルゴからパーソンズ会長、ロサンゼルス市バス市長へ授受。